# Lecteria (Lecteria) laticincta
Lecteria (Lecteria) laticincta is een tweevleugelige uit de familie steltmuggen (Limoniidae). De soort komt voor in het Afrotropisch gebied.